# Ivar Lassy
Ivar Fredrik Lassy, född 18 november 1889 i Baku i Ryssland, död 4 juni 1938 i Butovo i Sovjetunionen, var en finländsk orientalist, tidningsman och vänstersocialist. Han arkebuserades under Stalins utrensningar.

## Biografi
Ivar Lassy var son till sjökaptenen Esaias Lassy och Fanny,  född Hansson. Esaias Lassy var anställd av Branobel, bröderna Nobels oljebolag, och arbetade som sjökapten på Kaspiska havet. Ivar Lassy föddes i Baku, men gick i svenskspråkig skola i Helsingfors. Under sin barndom bodde han under sommaren i Baku och under resten av året i Helsingfors.
Efter avslutad skolgång började Lassy studera orientalisk kultur vid Helsingfors universitet. År 1916 doktorerade han på en avhandling om turkiska religiösa riter i Azerbajdzjan avhandlingen hade titeln The Muharram Mysteries among the Azerbeijan Turks of Caucasia. Året därpå gav Lassy ut de populärvetenskapliga böckerna Persiska mysterier. Legend, dikt, drama och ceremoni samt Solens och lejonets folk. Del 1. Bakom gallret och slöjan. Persiskor jag känt.
Efter Finska inbördeskriget, där Lassy hade stått på de rödas sida och verkat bl.a. som översättare, satt han fängslad i sju månader. Lassy har skrivit en text, "Till förklaring", om sina bevekelsegrunder vid denna tid. I texten reflekterar Lassy över hur man som utbildad människa i en situation då de flesta intellektuella ställt sig på de vitas sida moraliskt kan försvara beslutet att välja den röda sidan och sympatisera med arbetarklassen. Då Lassy blev frigiven och fann att han inte längre kunde återgå till universitetet på grund av att han stått på förlorarnas sida i inbördeskriget grundade Lassy en nyhetsbyrå som förmedlade kommunistiska nyheter. Han skrev också vänstersocialistiska artiklar i tidningen Kansan Sanoma och var med om att grunda tidskriften Sosialistinen Aikakauslehti.
Inom Finlands socialistiska arbetarparti var Ivar Lassy känd som en företrädare för en radikal vänsterlinje och som en temperamentsfull person. I början av 1920-talet hörde Lassy till de få inom partiet som förespråkade en revolution. För sin socialistiska verksamhet dömdes Ivar Lassy igen 1920 till ett fängelsestraff på ett år och nio månader.
Under tiden 1919–1923 arbetade Lassy på Sosialistinen Aikakauslehti som redaktör och redaktionssekreterare, och han skrev ett flertal artiklar för tidskriften. Sosialistinen Aikakauslehti var från början en tidskrift med kommunistisk profil, och den gick in för att framhäva betydelsen av klasskamp, för att presentera de kommunistiska principerna, samt för att få Socialdemokraterna i Finland att framstå som högerinriktade. År 1922 skrev Ivar Lassy en raljerande artikel om ledningen i Finlands kommunistiska parti. Snart efter detta började partiledningen i Finlands socialistiska arbetarparti syna Lassys redaktörskap i sömmarna, och i början av januari 1923 avskedades Lassy från tidskriften. Sosialistinen Aikakauslehti blev efter detta en kanal för arbetarpartiets kommunikéer, och när partiet upphörde existera 1923 försvann också tidskriften.
År 1923, medan han var villkorligt frigiven, började Ivar Lassy planera en flykt till Sovjetunionen. Med hjälp av Otto Wille Kuusinens svärson, Einari Laaksovirta, och andra liksinnade tog sig Ivar Lassy först i smyg till Stockholm för att förbereda sin flykt, och sedan han befriats från sin villkorliga dom tog han sig över gränsen till Sovjetunionen. Från Petrograd tog sig Lassy vidare till Petrozavodsk, där han via Edvard Gylling, som var ordförande för Karelsk-finska socialistiska sovjetrepublikens folkkommissariat fick diverse uppgifter. Han arbetade bl.a. som folkbildningsminister inom den Karelska autonoma socialistiska sovjetrepubliken samt senare, 1924-1925 som generaldirektör för partiskolan i Petrozavodsk. Efter det kallades Lassy till Moskva, där han arbetade som chef för den skandinaviska avdelningen i Komintern. Mellan 1932 och 1935 arbetade Lassy som lärare i orientaliska språk vid universitetet i Moskva. År 1935 skrev Ivar Lassy tillsammans med Yrjö Sirola en inledning till en jubileumsutgåva av Kalevala, i vilken de två männen gick hårt åt de borgerliga tendenserna i Finland som försökte appropriera Kalevala för vad de ansåg vara "imperialistiska" och "fascistiska" syften.
Under sin vistelse i Sovjetunionen, och inspirerad av umgänget med Sirola, skrev Ivar Lassy Marxismin perusteet, en bok som publicerades i Sovjetunionen samt i USA 1931. Detta verk föll inte de makthavande i smaken under de hårda rensningarna som pågick i Sovjetkarelen. Boken dömdes i Stalins utrensningar som kontrarevolutionär, Lassy blev dömd för spionage för Finlands räkning och han arkebuserades sommaren 1938.

## Litterär verksamhet och eftermäle
De samtida recensenterna var i allmänhet positivt inställda till Lassys bok Persiska mysterier.,  Boken Bakom gallret och slöjan. Persiskor jag känt kritiserades däremot av Knut Tallqvist i Finsk tidskrift för ”förf:s sätt att omtala sina sina mer eller mindre intima relationer till dessa kvinnor”, samt för att författaren blottar sig själv onödigt mycket och koncentrerar sig i för stor mån på pikanta detaljer om ”erotiska sensationer och begär”.
Otso Kantokorpi har i Finska orientsällskapets publikation Studia Orientalia 1984 skrivit en artikel om Lassys forskargärning som även tangerar dennes liv i allmänhet och eftervärldens förhållande till honom. Kantokorpi poängterar Lassys ställning som outsider i alla de sammanhang han var verksam i. Lassys inblandning på de rödas sida under inbördeskriget och hans därpå efterföljande polemik med forna lärare som Edvard Westermarck har gjort att Lassys akademiska gärning blivit bortglömd eller enbart marginellt uppmärksammad. Inte heller i den finska eller sovjetiska kommunismens historia har Lassy fått någon väsentlig plats, enligt Kantokorpi till stor del på grund av Lassys krångliga personlighet och svårigheter att passa in i det rådande politiska klimatet.
En fiktiv version av Ivar Lassy figurerar som huvudperson i en planerad romantrilogi av den finlandssvenska författaren Thomas Wulff. Romanen En Hjälte För Vår Tid. Fragment, incidenter och andra fantasier ur Ivarlassys liv utkom 2006, och Med bästa vilja i världen utkom 2012.

## Verk
- The Muharram mysteries among the Azerbeijan Turks of Caucasia, akademisk avhandling. Helsinki 1916
- Solens och lejonets folk 1 : Bakom gallret och slöjan : persiskor som jag känt : med tjugofem illustrationer efter originalfotografier. Schildt, Helsingfors 1917 (utkommit även på finska med titeln Hunnun ja ristikon takana : avomielisiä kertomuksia persialaisista ystävättäristäni, Otava 1917)
- Persiska mysterier : legend, dikt, drama och ceremoni : med femtio illustrationer efter originalfotografier och persiska stentryck. Schildt, Helsingfors 1917
- Marxismin perusteet : dialektinen materialismi. Amerikan suom. sos. kustannusliikkeiden liitto, Superior, Wisconsin 1931
- Elias Lönnrot : Kalevala. Förord av Yrjö Sirola och Ivar Lassy. Kirja, Petroskoi 1935
- J. V. Stalin : Leninismens grundfrågor 1, översättning och redaktion av Ivar Lassy och Alice Wallenius. Arbetarkultur, Stockholm 1938